# IP Devel
IP Devel este o companie specializată în furnizarea de sisteme de dezvoltare integrate și servicii de testare avansate din România.
În aprilie 2008, compania suedeză de software și servicii pentru telecomunicații Enea a cumpărat integral IP Devel pentru suma de 3,2 milioane euro.
Număr de angajați în 2008: 120
Cifra de afaceri în 2007: 4 milioane euro